# Руслана Коршунова
Руслана Сергіївна Коршунова (2 липня 1987 , Алмати  — 28 червня 2008 , Мангеттен, Нью-Йорк ) — казахстанська модель, що зарекомендувала себе як перспективна модель, позуючи для журналів, включаючи Vogue, і таких дизайнерів, як Вера Вонг та Ніна Річчі. Несподівана смерть за нез'ясованих обставин стала предметом міжнародної уваги протягом тривалого часу.

## Раннє життя та кар'єра
Руслана Коршунова народилася 1987 року в Алмати Казахської РСР. Її батько, Сергій Коршунов, помер у 1992 році. Мати Валентина (уроджена Кутенкова) і старший брат Руслан живуть у Казахстані. З різним ступенем Руслана вільно володіла російською, казахською, англійською та німецькою мовами.
Менеджери помітили 15-річну дівчину у 2003 році, коли журнал All Asia надрукував матеріал про місцевий гурток німецької мови в Алмати, який тоді відвідувала Коршунова. Її світлина, що ілюструвала статтю, привернула увагу Деббі Джонс з Models 1. Він відшукав і підписав договір з молодою моделлю, яку в ранніх роботах прозвали російською Рапунцель за її каштанове волосся довжиною до колін. Інтереси Руслани Коршунової представляли IMG (Нью-Йорк, Париж, Лондон і Мілан), Beatrice (Мілан), Traffic Models (Барселона), Marilyn Model Agency та iCasting Moscow, яке було її материнським агентством. У 2005 році британський Vogue назвав Коршунову «обличчям, яке викликає захоплення» Коршунова знімалася для обкладинок французького Elle і російської версії Vogue. Вона також була моделлю в оголошеннях в ЗМІ для Nina Ricci, Blugirl by Blumarine, Clarins, Ghost, Girbaud, Kenzo Accessories, Marithé & François, Max Studio, Moschino, Old England, Pantene Always Smooth, білизни Paul Smith і Vera Wang.

## Смерть
У суботу 28 червня 2008 року близько пів на третю ночі Коршунова загинула, випавши з балкона дев'ятого поверху своєї квартири на Вотер-стріт, 130 у фінансовому районі Манхеттена в США. Поліція заявила, що ознак бійки в її квартирі не було, і прийшла до висновку, що смерть Коршунової була ймовірним самогубством. Один із друзів Руслани заявив, що вона щойно повернулася з виступів на подіумі в Парижі, в ейфорії, що вона, здається, перебуває «на вершині світу». Тому не існує видимих причин, чому б вона могла покінчити життя самогубством.
Свій 21-й день народження Коршунова планувала відсвяткувати наступної середи в Пенсільванії. Колишній хлопець Коршунової Артем Перченок заявив, що підвіз Коршунову до її квартири за кілька годин до смерті після того, як вони разом дивилися фільм Патріка Свейзі та Демі Мур «Привид». «Я відчуваю, що вона прийшла попрощатися», — сказав Перченок. «Вона була хорошою людиною», — додав він The New York Post. Однак у деяких публікаціях у соціальній мережі Коршунова виглядала розбитою та розлюченою. Найбільш показове повідомлення Коршунової було в березні 2008 року: «Я так розгубилася. Чи знайду я колись себе?».
Ніяких слідів чужої шкіри під її нігтями експерти не виявили. Мати Коршунової Валентина Кутенкова не вірить у самогубство доньки. «Вона розповіла мені про свої проблеми на роботі близько року тому. Вона розповіла, що хоче кинути модельний бізнес. Хоча останнім часом з нею все було добре. Якби у неї були проблеми на роботі, вона б сказала мені», — розповіла вона.
Мухаммад Накіб, консьєрж, який працював у будинку Коршунової, заявив: «Я був шокований, коли побачив її на тротуарі. Вона була на дорозі, маленька і жалюгідна, в калюжі крові, оточена натовпом. У неї були зламані руки та шия», — розповів чоловік. У Накіба одразу виникла підозра. «Тільки наступного дня я зрозумів, щось тут не так. Це було її волосся! Воно було набагато коротше, ніж тоді, коли я востаннє бачив її тієї ночі, живою та щасливою. Здавалося, що його поспішно підстригли, бо кінці були нерівними». Московський похоронник Сергій, який працював над її макіяжем у московському морзі, заявив: «Я отримав лише ввічливе „дякую“. Але на співбесіду мене ніхто не кликав… Волосся могло випасти від сильного удару, але воно не могло стати коротшим. Коли я готував тіло до похорону, я помітив, що волосся було в дуже поганому стані. Я навіть пропонував знайти їй перуку, але рідні відмовилися. Кінці були нерівні, ніби хтось обрізав ножицями». За свідченнями багатьох свідків, сторонніх і підозрілих людей в день смерті Коршунової в її будинку на Водній вулиці помічено не було. Задній вихід у двір видно консьєржу, і ніхто не міг пройти повз ресепшн непоміченим. Під час останнього візиту до квартири заїхала мати Коршунової. За словами друзів Коршунової, Валентина кілька годин провела біля дверей квартири. Вона все ще сподівається отримати відповідь від місцевої поліції. 7 липня 2008 року Руслана Коршунова була похована на Хованському кладовищі в Москві. Її мати заявила російській газеті «Комсомольская правда», що російська столиця була одним з улюблених міст її дочки, і що «[вона] хотіла б, щоб її улюблена Москва була місцем останнього спочинку».
Британський телепродюсер і кінорежисер Пітер Померанцев висунув теорію, що самогубство Коршунової було пов'язане з її причетністю до Rose of the World, суперечливої московської організації, яка називає себе «тренуванням для розвитку особистості». Під час зйомок документального фільму про смерть Коршунової Померанцев дізнався, що модель три місяці відвідувала тренінги в Rose of the World. Ці сесії, які заохочують учасників розповідати власні неприємні спогади, створені за моделлю Lifespring, чиї контроверсійні методи були предметом численних судових позовів про психічну шкоду в США протягом 1980-х років. Коршунова відвідувала тренування з подругою, українською моделлю Анастасією Дроздовою, яка покінчила життя самогубством за схожих обставин у 2009 році. Друзі обидвох жінок повідомили про зміни в їх поведінці після кількох місяців перебування в Rose. Коршунова стала агресивною, а Дроздова відчувала різкі перепади настрою і замкнулася; обидві схудли. Після трьох місяців навчання Коршунова повернулася до Нью-Йорка шукати роботу, де писала про те, що почувалася втраченою та сумнівалася в собі. Рік Алан Росс, голова Cult Education Forum, стверджує, що такі організації, як Rose of the World, «працюють як наркотики: даруючи вам найвищий досвід, їхні прихильники завжди повертаються за новим. Серйозні проблеми починаються, коли люди йдуть. Тренування стали їхнім життям — вони повертаються в порожнечу. Чутливі ламаються». Лише через кілька місяців після виходу з Rose of the World Коршунову знайшли мертвою.